# Euxoa lewisi
Euxoa lewisi là một loài bướm đêm trong họ Noctuidae.